# Jamyang Chöje
Jamyang Chöje (tib.:  'jam dbyangs chos rje;) (* 1379; † 1449) oder Jamyang Chöje Trashi Pelden (jam dbyangs chos rje bkra shis dpal ldan) bzw. mit seinem ursprünglichen Namen Trashi Pelden (bkra shis dpal ldan) war ein bedeutender Schüler von Tsongkhapa, des Begründers des Gelug-Ordens. Er gründete 1416 das Kloster Drepung, das zweite Gelugpa-Kloster nach Ganden (dga ldan).

## Leben
Jamyang Chöje wurde im Gebiet von Samye (im heutigen Kreis Chanang in Tibet) geboren. Als Jugendlicher ging er ins Tsethang-Kloster des Phagdru-Kagyü-Zweiges der Kagyü-Schule des tibetischen Buddhismus und wurde Mönch. Später wurde er ein Schüler des Gelugpa-Gründers Tsongkhapa. Je Tsongkhapa gab ihm eine aus der Erde geborgene Schatz-Muschelschale, die hinter Ganden auf dem Hügel Gokpari von Maudgalyayana vergraben worden sein soll und prophezeite, dass die Institution sehr berühmt werden würde.
Im Jahr 1416 erbrachte Namkha Sangpo, der Dzongpön (Distriktgouverneur) von Ne'u Dzong, eine großzügige Spende und mit Hilfe des Adligen (chin.) Lang ga sang 朗嘎桑 aus dem Lang (Rlangs / Glang)-Klan wurde im Westen von Lhasa das Drepung-Kloster erbaut.